# Saw You Drown
Saw You Drown är en EP-skiva av Katatonia, utgiven den 1 januari 1998. EP:n utgavs i 1500 handnumrerade exemplar. 2005 utgavs den som genomskinlig blå tiotums-LP i 1000 handnumrerade exemplar.

## Låtlista
1. "Saw You Drown" – 5:02
2. "Nerve" – 4:31
3. "Quiet World" – 4:37
4. "Scarlet Heavens" – 10:25

## Medverkande
- Jonas Renkse – sång, trummor
- Anders Nyström – gitarr, bakgrundssång, keyboard
- Fredrik Norrman – gitarr
- Micke Oretoft – basgitarr
- Guillaume Le Huche – basgitarr